# Taboeja

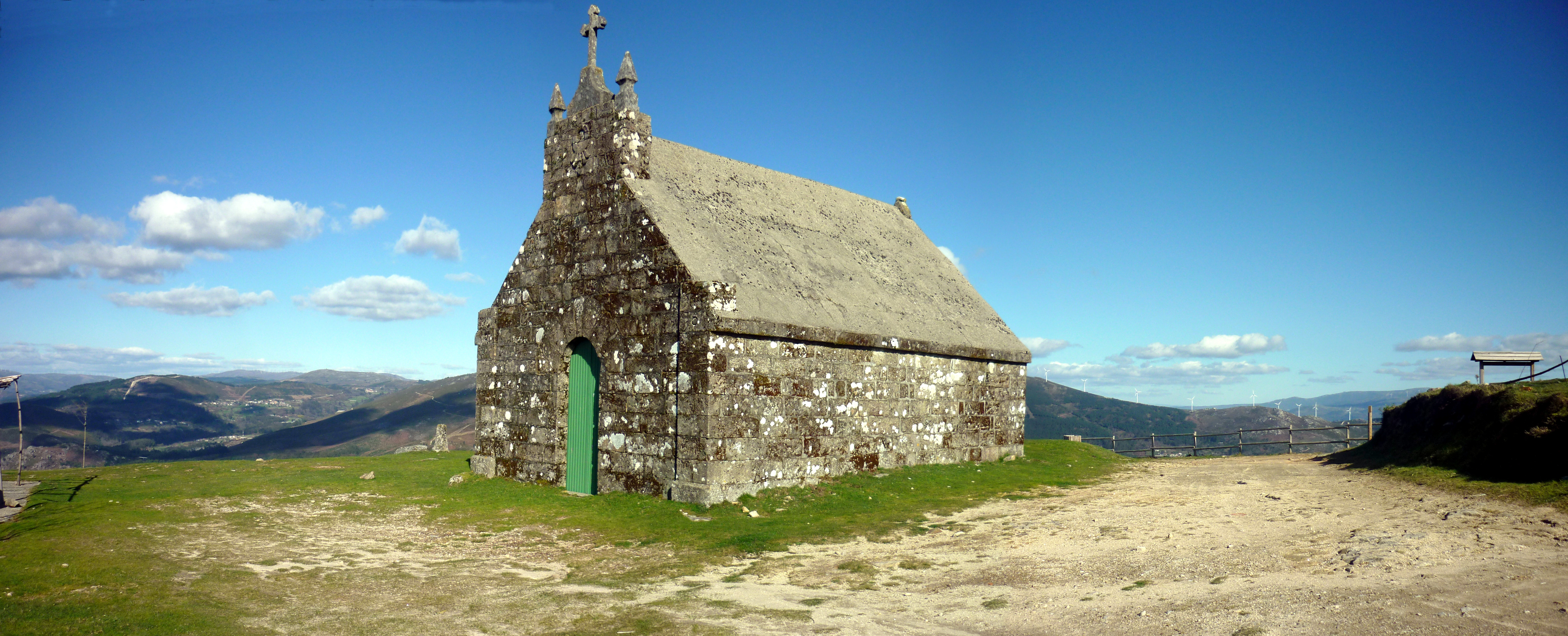
Ermita de San Nomedio

Taboeja (llamada oficialmente Santa María de Taboexa) es una parroquia del municipio de Nieves, en la provincia de Pontevedra, Galicia, España.

## Localización
Taboeja se sitúa a 30 minutos de Vigo y a tan solo 8 minutos de Portugal.
Su forma es alargada, extendiéndose por toda a falda del monte de San Nomedio, monte que probablemente pueda tratarse del mítico monte Medulio según algunas hipótesis basadas en la toponimia da zona incluida la vecina Meder, la romería del miedo es celebrada a escasos metros de San Nomedio (Anteriormente San Mamede) y que como apuntó Paulo Orosio (a priori buen conocedor de la Hispania y concretamente de la antiga Gallaecia) este monte estaba muy cerca del río miño. El Monte San Nomedio es el punto más alto de Taboeja y alrededores con casi 700 metros de altitud. Taboeja posee apenas unos 723 vecinos.[cita requerida]

## Castros e historia
En Taboeja se encuentra uno de los restos castrexos (celtas) más interesantes de cuantos existen en la península. El castro de Altamira lleva a los historiadores a sostener la hipótesis de que Taboeja fue un lugar de culto o un poblado mucho más grande de lo que se sabe y objetivamente basándonos en la cantidad de restos encontrados y petroglifos hacen pensar en su riqueza cultural e histórica.

## Bienes de Interés cultural
Algunos de los elementos patrimoniales de esta parroquia están declarados "bienes de interés cultural" (BIC) de la provincia de Pontevedra conforme a la Ley 16/1985, de 25 de junio, del Patrimonio Histórico Español. En concreto, son los siguientes:
- Grabado rupestre Mouro, Taboexa: RI-51-0004079 - 20-12-1974
- Grabado Rupestre Citania de Altamira, Taboexa: RI-51-0004080 - 20-12-1974

## CIP Taboexa. Centro de Interpretación Patrimonial
El Centro de Interpretación do Patrimonio e Local Socio-Cultural tiene como función principal promover un ambiente para el aprendizaje creativo, dando a conocer a las generaciones presentes el significado de un legado cultural e histórico, constituido por los bienes arqueológicos y arquitectónicos de Taboeja.

## Monte Medulio en Taboeja
Existe una reciente teoría de que este mítico monte se encontraría en Taboeja. Haciendo caso a Paulo Osorio esta ubicación si se encuentra cerca del miño. Asimismo otros muchos aspectos como la toponimia limítrofe de Batalláns en donde quizás se libró tal batalla que el pueblo hubiese sido "bautizado" con ese nombre. A este topónimo añadimos uno que reporta más luz si cabe que es el del pueblo "puerta con puerta" de Meder. A estos sumamos algunas de sus leyendas de tradición oral que parecen apuntar con fuerza a esta hipótesis. Existe una leyenda de que las aguas de San Bartolomeu son férreas porque tras una gran batalla librada allí se enterraron en una gruta las armas. Otra de las leyendas dice que desde el monte a la iglesia parroquial existe un largo túnel una cueva (cova da moura) y que fue creada por los antiugos habitantes de los castros.[cita requerida]